# احمد یلماز
احمد یلماز (به ترکی استانبولی: Ahmet Yılmaz،  زادهٔ ۲ فوریهٔ ۱۹۹۴) یک کشتی‌گیر فرنگی‌کار اهل کشور ترکیه است.
از افتخارات وی می‌توان به کسب مدال برنز قهرمانی کشتی جهان ۲۰۲۴ اشاره کرد.

## فعالیت حرفه‌ای

### قهرمانی کشتی جهان ۲۰۲۴
یلماز در وزن ۸۲ کیلوگرم کشتی فرنگی قهرمانی کشتی جهان ۲۰۲۴ تیرانا شرکت کرد، او در مسابقه های اول تا سوم آزات سالیدینوف از قرقیزستان، استانیسلاو شافارنکا از بلاروس و اسلام علیف از روسیه را شکست داد اما در نیمه نهایی به اریک زیلواسی از مجارستان باخت و به دیدار رده‌بندی رفت. وی در دیدار رده‌بندی گوربان گوربانوف از آذربایجان را شکست داد و مدال برنز را بدست آورد.